# Erdősurány
Erdősurány (korábban Zsupkó; szlovákul: Župkov) falu Szlovákiában, a Besztercebányai kerületben, a Zsarnócai járásban.

## Fekvése
Zsarnócától 9 km-re, északnyugatra található; 400 m tengerszint feletti magasságban fekszik.

## Története
Első említése 1674-re tehető, mikor is a Revistyei váruradalom részeként Felsőhámor területéhez tartozott. 1828-ban 35 házát 337-en lakták. Lakói túlnyomórészt bányászok és favágók voltak.
Bars vármegye monográfiája szerint: "Erdősurány, a garamszentkereszti járásban fekvő tót kisközség, mely irtványok helyén alakult. Azelőtt Zsupkó volt a neve és a revistyei uradalomhoz tartozott. Templom nincs a községben. Postája Felsőhámor, távirója és vasúti állomása Zsarnócza. A lakosok száma 659. E községhez tartozik Pecznó telep is."
A trianoni békeszerződésig Bars vármegye Garamszentkereszti járásához tartozott.

## Népessége
| Év:            | 1994. | 2004.   | 2014.    | 2024.   |
| -------------- | ----- | ------- | -------- | ------- |
| Emberek száma: | 734   | 727     | 872      | 842     |
| Eltérés:       |       | -0,95 % | +19,94 % | -3,44 % |

| Év:            | 2023. | 2024.   |
| -------------- | ----- | ------- |
| Emberek száma: | 851   | 842     |
| Eltérés:       |       | -1,05 % |

1910-ben 785, túlnyomórészt szlovák lakosa volt.
2001-ben 728 lakosából 722 szlovák volt.
2011-ben 829 lakosából 766 szlovák.